# Xã Winona, Quận Logan, Kansas
Xã Winona (tiếng Anh: Winona Township) là một xã thuộc quận Logan, tiểu bang Kansas, Hoa Kỳ. Năm 2010, dân số của xã này là 242 người.